# Rhododendron tatsienense
Rhododendron tatsienense är en ljungväxtart som beskrevs av Adrien René Franchet. Rhododendron tatsienense ingår i släktet rododendron, och familjen ljungväxter. Utöver nominatformen finns också underarten R. t. nudatum.

## Bildgalleri

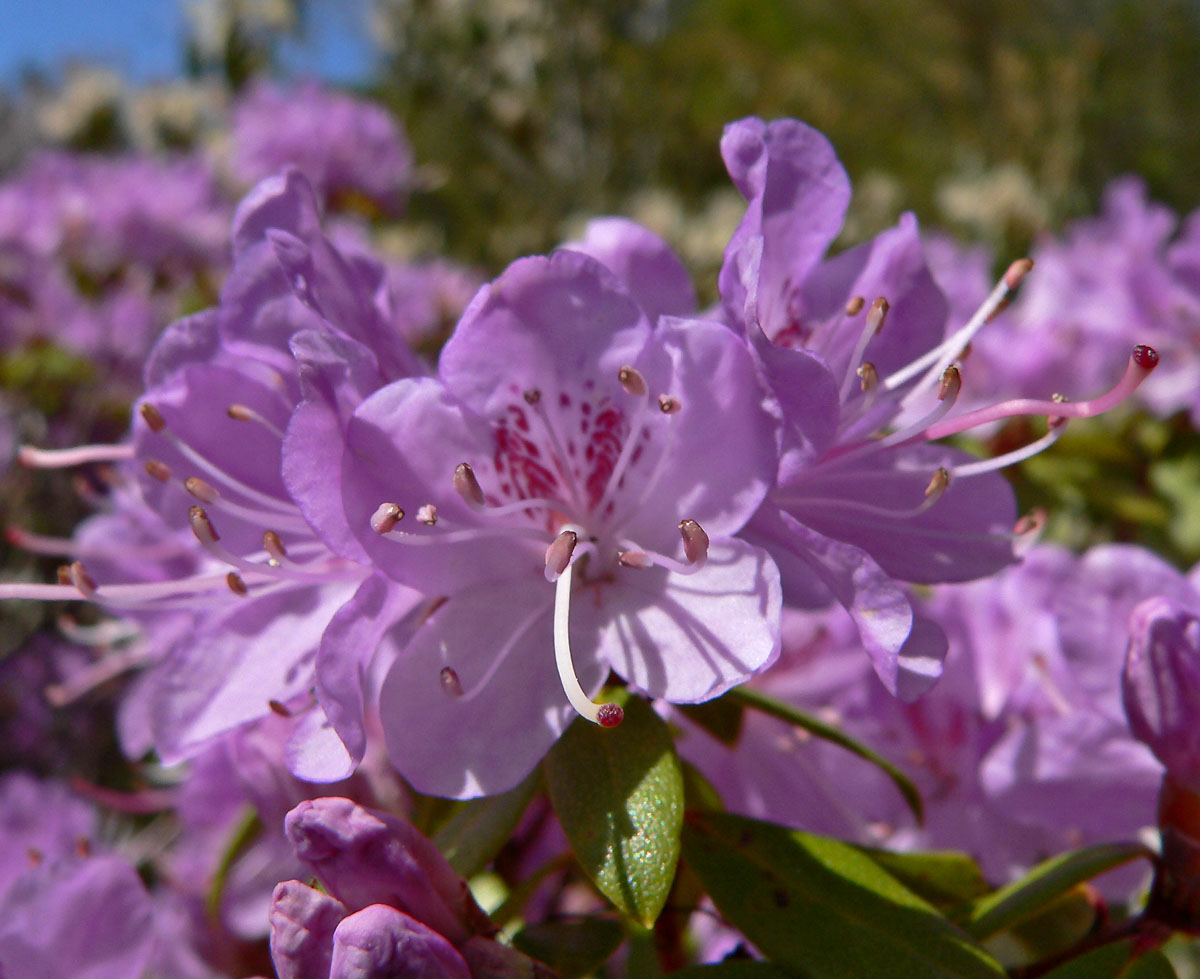
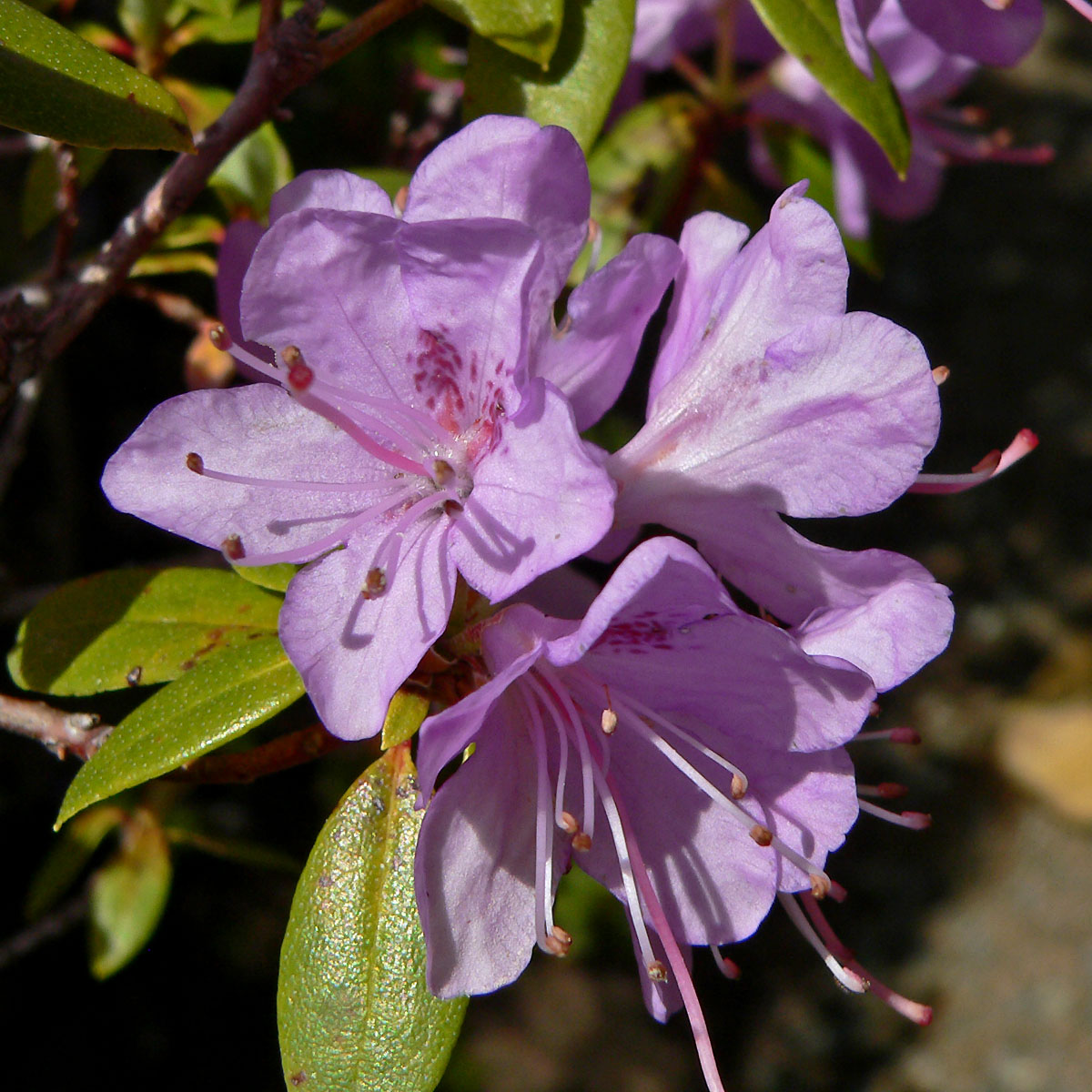